# Prova femenina d'Espasa per equips als JJOO París 2024
La prova femenina d'Espasa per equips als Jocs Olímpics de París 2024 serà la 7a edició de l'esdeveniment femení en unes Olimpíades. La prova es disputarà el 30 de juliol del 2024 al Grand Palais de la capital francesa.
L'equip d'Estònia és l'actual campió de la disciplina olímpica després de guanyar l'or als Jocs Olímpics de Tòquio 2020, en vèncer 36 - 32 a la final, a la selecció de Corea del Sud. La selecció d'Itàlia va aconseguir la medalla de bronze, després de guanyar 23 - 21 a l'equip de la Xina. La victòria de la selecció estoniana fou el seu primer or, aconseguit en la història de qualsevol disciplina olímpica d'esgrima i el primer or en qualsevol esport des dels Jocs Olímpics de Pequín de 2008.
L'equip de Rússia és la selecció més guardonada, amb 2 medalles d'or i 2 medalles de bronze, en les 6 edicions que la prova d'Espasa per equips femenina ha estat present als Jocs Olímpics.

## Format
Tots els equips classificats, entraran en un sorteig amb caps de sèrie i es realitzaran els quadres d'eliminatòries. L'equip que guanyi, passarà l'eliminatòria i el què perdi entrarà en una eliminatòria amb la resta d'equips que hagin perdut, per decidir la posició final. Els dos equips que guanyin la semifinal, disputaran la final, que decidirà la medalla d'or i la medalla de plata i els perdedors jugaran entre ells per guanyar la medalla de bronze.
Cada equip comptarà amb 3 esgrimistes que participaran en 2 rondes no consecutives en cada combat. Es jugaran 9 rondes de 3 minuts o fins al primer que arribi a 5 tocs. El guanyador serà l'equip que primer arribi als 45 tocs totals o que tingui més tocs un cop s'acabin les 9 rondes.

## Classificació
8 equips s'han classificat per la prova femenina d'Espasa per equips. Les seleccions han estat classificades mitjançant el rànquing d'equips sènior oficial de la Federació Internacional d'Esgrima (FIE) que es va tancar l'1 d'abril de 2024. Els 4 primers equips del rànquing han estat, per aquest ordre, Itàlia, Corea del Sud, Polònia i França. Després, cada una de les 4 zones geogràfiques que tingués un equip entre la 5a i la 16a posició també ha classificat una selecció. Així doncs, Ucraïna (5a posició) per Europa, Estats Units (6a posició) per Amèrica, Xina (7a posició) per Àsia i Egipte (15a posició) per Àfrica, completaran el torneig.
| Esdeveniment                                           | Places | País          |
| ------------------------------------------------------ | ------ | ------------- |
| 4 primers del rànquing d'equips FIE                    | 4      | Itàlia        |
| 4 primers del rànquing d'equips FIE                    | 4      | Corea del Sud |
| 4 primers del rànquing d'equips FIE                    | 4      | Polònia       |
| 4 primers del rànquing d'equips FIE                    | 4      | França        |
| Millor equip d'Àfrica entre les posicions 5 - 16       | 1      | Egipte        |
| Millor equip d'Àsia-Oceania entre les posicions 5 - 16 | 1      | Xina          |
| Millor equip d'Amèrica entre les posicions 5 - 16      | 1      | Estats Units  |
| Millor equip d'Europa entre les posicions 5 - 16       | 1      | Ucraïna       |

## Medaller històric
| Posició | País          | Or | Argent | Bronze | Total |
| ------- | ------------- | -- | ------ | ------ | ----- |
| 1       | Rússia        | 2  | 0      | 2      | 4     |
| 2       | Xina          | 1  | 1      | 1      | 3     |
| 3       | França        | 1  | 0      | 1      | 2     |
| 4       | Estònia       | 1  | 0      | 0      | 1     |
| 4       | Romania       | 1  | 0      | 0      | 1     |
| 6       | Corea del Sud | 0  | 2      | 0      | 2     |
| 7       | Itàlia        | 0  | 1      | 1      | 2     |
| 8       | Alemanya      | 0  | 1      | 0      | 1     |
| 8       | Suïssa        | 0  | 1      | 0      | 1     |
| 10      | Estats Units  | 0  | 0      | 1      | 1     |